# Tes Schouten
Tes Schouten (Bodegraven, 31 de diciembre de 2000) es una deportista neerlandesa que compite en natación, especialista en el estilo braza.
Participó en dos Juegos Olímpicos de Verano, en los años 2020 y 2024, obteniendo una medalla de bronce en París 2024, en la prueba de 200 m braza.
Ganó tres medallas en el Campeonato Mundial de Natación, en los años 2023 y 2024, dos medallas en el Campeonato Mundial de Natación en Piscina Corta de 2022, una medalla de bronce en el Campeonato Europeo de Natación de 2022 y dos medallas en el Campeonato Europeo de Natación en Piscina Corta de 2023.

## Palmarés internacional
| Juegos Olímpicos                    | Juegos Olímpicos      | Juegos Olímpicos  | Juegos Olímpicos  |
| Año                                 | Lugar                 | Medalla           | Prueba            |
| ----------------------------------- | --------------------- | ----------------- | ----------------- |
| 2024                                | París (Francia)       | Medalla de bronce | 200 m braza       |
| Campeonato Mundial                  |                       |                   |                   |
| Año                                 | Lugar                 | Medalla           | Prueba            |
| 2023                                | Fukuoka (Japón)       | Medalla de bronce | 200 m braza       |
| 2024                                | Doha (Catar)          | Medalla de oro    | 200 m braza       |
| 2024                                | Doha (Catar)          | Medalla de plata  | 100 m braza       |
| Campeonato Mundial en Piscina Corta |                       |                   |                   |
| Año                                 | Lugar                 | Medalla           | Prueba            |
| 2022                                | Melbourne (Australia) | Medalla de plata  | 100 m braza       |
| 2022                                | Melbourne (Australia) | Medalla de bronce | 200 m braza       |
| Campeonato Europeo                  |                       |                   |                   |
| Año                                 | Lugar                 | Medalla           | Prueba            |
| 2022                                | Roma (Italia)         | Medalla de bronce | 4 × 100 m estilos |
| Campeonato Europeo en Piscina Corta |                       |                   |                   |
| Año                                 | Lugar                 | Medalla           | Prueba            |
| 2023                                | Otopeni (Rumania)     | Medalla de oro    | 200 m braza       |
| 2023                                | Otopeni (Rumania)     | Medalla de bronce | 100 m braza       |